# Морль
Морль (нем. Morl) — деревня в Германии, в земле Саксония-Анхальт. Входит в состав общины Петерсберг района Зале.
Ранее Морль имела статус общины (коммуны). В её состав помимо деревни Морль входили населённые пункты Алауне, Байдерзе и Мёдерау. Население общины составляло 920 человек (на 31 декабря 2006 года). Община занимала площадь 9,03 км². 1 января 2010 года Морль вошла в состав общины Петерсберг.